# Louis Haché
Pour les articles homonymes, voir Haché.
Louis Haché est un écrivain canadien. Il est considéré comme l'un des plus grands romanciers acadiens,.

## Biographie
Louis J. Haché naît le 3 mai 1924 à Saint-Isidore, au Nouveau-Brunswick. La Péninsule acadienne n'a pas d'école secondaire à l'époque et il suit donc des cours au Collège Sacré-Cœur de Bathurst, où il obtient un baccalauréat ès arts, puis au Collège Saint-Joseph de Memramcook, où il obtient un baccalauréat en éducation en 1951,. Il obtient également une maîtrise en études françaises de l'Université Laval en 1959. Il est d'abord instituteur durant dix ans dans diverses écoles, notamment à Miscou. Il est ensuite professeur à l'École normale provinciale de Fredericton, puis à l'Université de Moncton lorsque cette institution y est déplacée, en 1968. Il devient traducteur réviseur au Bureau de traduction du Nouveau-Brunswick en 1973. Il prend sa retraite en 1984 et il habite à Moncton depuis 1991.
Il considère que les articles de la Revue d'histoire de la Société historique Nicolas-Denys ont été une source d'inspiration en lui faisant découvrir le développement économique et social de sa région natale. Il écrit plusieurs articles dans la même revue. L'action de ses récits, de ses nouvelles et de ses romans se situe toujours dans la Péninsule acadienne et il utilise sa connaissance des archives pour décrire l'histoire de cette région. Ses cinq premiers romans, publiés aux Éditions d'Acadie, ont pour théâtre les îles de Lamèque et Miscou. Il est le premier lauréat du Prix France-Acadie en 1979 pour Adieu P'tit Shippagan. Ce roman, ainsi que Tourbes jersiaises (1980) et Un cortège d'anguilles (1985), se basent sur l'histoire des pêches.
De 1996 à 2003, il écrit les romans La Tracadienne, Le Desservant de Charnissey et La Maîtresse d'école, avec pour sujet la vie dans la région de Tracadie-Sheila au début du XXe siècle ; c'est la première trilogie acadienne. Elle ressort sous forme de coffret en 2003, avec pour titre À la recherche de la gâgne. Il obtient en 2001 le Prix l'Acadie entre les lignes, de Radio-Canada, pour Le desservant de Charnissey et il est récipiendaire du Prix Champlain en 2004 pour La Maîtresse d'école. Selon le dramaturge Jules Boudreau, cette trilogie constitue « le premier véritable grand roman acadien » publié dans la région. Il considère que c'est une « œuvre impressionnante, basée sur une recherche approfondie et méticuleuse, qui fait revivre toute une époque à travers des personnages d’une présence et d’une vérité extraordinaires » et décrit Louis Haché comme un « véritable écrivain maîtrisant la langue » et sachant « en utiliser les ressources ».
Louis Haché est même le premier auteur acadien de littérature populaire et ses textes sont facilement accessibles malgré son style classique d'écriture. Son sens du récit se remarque le plus dans sa trilogie.
Il obtient le prix Plume d'Or en 2008.
En 2009, il publie le livre De Tracadie à Tiley Road à l'occasion du IVe Congrès mondial acadien.
Louis Haché meurt le 22 avril 2020 à Moncton à l'âge de 95 ans.

## Œuvres
- Louis Haché, Charmante Miscou, Moncton, Éditions d'Acadie, 1974, 115 p.
- Louis Haché, Adieu, p'tit Shippagan, Moncton, Éditions d'Acadie, 1979 (1re éd. 1978), 115 p. (ISBN 2-7600-0040-0)
- Louis Haché, Tourbes jersiaises, Éditions d'Acadie, 1981, 181 p. (ISBN 2-7600-0050-8)
- Louis Haché, Un cortège d'anguilles : roman, Moncton, Éditions d'Acadie, 1985, 223 p. (ISBN 2-7600-0113-X)
- Louis Haché, Le Guetteur : récits, Moncton, Éditions d'Acadie, 1991, 129 p. (ISBN 2-7600-0177-6)
- Corinne Gallant et Louis Haché, Sources communes : les familles Haché Gallant, C. Gallant, 1994, 95 p.
- Louis Haché et Irène Barthe, Saint-Isidore : paroisse du père Gagnon, S.l., s.n., 1994, 296 p. (ISBN 0-9698711-0-4)
- Louis Haché, Le desservant de Charnissey : roman, Lévis, Les Éditions de la Francophonie, 2001, 426 p. (ISBN 2-9807136-4-3)
- Louis Haché, La maîtresse d'école : roman historique, Lévis, Les Éditions de la Francophonie, 2003, 449 p. (ISBN 2-923016-39-4)
- Louis Haché, La Tracadienne : roman, Lévis, Les Éditions de la Francophonie, 2003 (1re éd. 1996), 321 p. (ISBN 2-923016-42-4)
- Louis Haché, Le grand môme, Lévis, Moncton, Les Éditions de la Francophonie, 2006, 118 p. (ISBN 2-89627-046-9)
- (fr + en) Louis Haché, Charmante Miscou Island : huit récits en français, three stories in English, Lévis, Moncton, Éditions de la Francophonie, 2006, 111 p. (ISBN 2-89627-031-0)
- Louis Haché, De Tracadie à Tiley Road : essai historique, Lévis, Éditions de la Francophonie, 2009, 193 p. (ISBN 978-2-89627-185-6)
- Louis Haché, Le dernier gérant des Robin : roman historique, Lévis, Éditions de la Francophonie, 2011, 185 p. (ISBN 978-2-89627-274-7)

## Distinction
- 1979: Prix France-Acadie pour son roman Adieu, P'tit Shippagan;
- 2001: Prix l'Acadie entre les lignes pour Le desservant de Charnissey;
- 2004: Prix Champlain pour La maîtresse d'école.